# Генко, Анатолий Несторович
Анато́лий Не́сторович Ге́нко (4 [16] ноября 1896, Санкт-Петербург — 26 декабря 1941, Ленинград) — советский языковед, этнограф-кавказовед, историк. Первый исследователь абазин, убыхов, хыналыгцев, цахур. Доктор филологических наук, профессор (1935).

## Родительский дом
Отец А. Н. Генко, Нестор Карлович Генко (1839—1904), — известный учёный-лесовод и герой русско-турецкой войны 1877—1878 гг. Мать — Мария Александровна Генко (ур. Гарф) (1861—1909).
Анатолий был младшим, десятым, ребёнком в семье. Трое его братьев — Нестор, Кирилл и Евгений — были расстреляны в 1937 году и впоследствии реабилитированы. Четвёртый, Пётр, покончил с собой. Пятый брат, Александр, затерялся в годы гражданской войны. Три сестры — Людмила, Мария и Татьяна — скончались в 1920-х годах, четвёртая, Елена, дожила до 1979 года.

## Годы учёбы
В 1914 году, окончив Петербургскую Первую гимназию с серебряной медалью, Анатолий Несторович начал обучаться на классическом отделении историко-филологического факультета Петербургского университета, где слушал лекции Ф. Ф. Зелинского, М. И. Ростовцева, С. А. Жебелёва, И. А. Бодуэна де Куртенэ, Б. А. Тураева, С. Ф. Платонова, В. Н. Перетца, Л. В. Щербы, Н. О. Лосского и др. Одновременно на армяно-грузинском отделении факультета восточных языков занимался под руководством В. В. Бартольда, П. К. Коковцова, Н. Я. Марра, И. Ю. Крачковского, И. А. Кипшидзе и др.

## Трудовая деятельность
В 1921 году Генко был зачислен научным сотрудником в НИИ сравнительного изучения литератур и языков Запада и Востока при Петроградском университете. С 1922 по 1941 год работал в Азиатском Музее (с 1930 г. — Институт востоковедения АН СССР, ныне Институт восточных рукописей РАН), где в 30-е годы заведовал Кабинетом Кавказа. В то же время он сотрудничал с другими научными центрами Ленинграда — Яфетическим Институтом (с 1930 г. — Институт языка и мышления АН СССР), Государственной Академией истории материальной культуры (с 1937 г. — Институт истории материальной культуры АН СССР), Институтом антропологии и этнографии АН СССР (с 1937 г. — Институт этнографии АН СССР) и Ленинградским восточным институтом. В 1936 году он возглавил по совместительству Кабинет Кавказа в Институте этнографии АН СССР.

## Научные исследования и преподавательская работа
В научной и научно-производственной деятельности Генко главное место занимала лингвистика. В этой области его познания были феноменальны: он свободно владел почти тридцатью языками. Как член Всесоюзного центрального комитета нового алфавита при Президиуме Совета национальностей ЦИК СССР он создал алфавиты для бесписьменных языков Кавказа (цахурского, лезгинского, табасаранского, абхазского, рутульского, хиналугского), составил словари и грамматику. При изучении языка большое внимание Генко уделял выявлению и анализу его диалектов.
Взгляды Генко как лингвиста формировались под влиянием Н. Я. Марра. Однако Генко «никогда не разделял крайних взглядов своего учителя…, не пользовался четырёхэлементным анализом, который предложил Н. Я. Марр, и не поверил в учение последнего о так называемом „стадиальном“ развитии языков». Уже в начале 30-х годов «марристы» отмечали, что Генко «тормозит развитие яфетической теории».
Историко-этнографические исследования Генко тесно связаны с лингвистическими и базируются как на разноязычных архивных источниках, так и на полевых материалах, собранных в экспедиционных поездках по многим районам Кавказа. Экскурсы в область арабистики отражены в публикациях, одна из которых подготовлена им в соавторстве с академиком И. Ю. Крачковским.
Многие годы Генко преподавал в вузах СССР: Ленинградском государственном университете (ЛГУ), Ленинградском историко-лингвистическом институте (ЛИЛИ) (с 1933 г. — Ленинградский институт философии и лингвистики, ЛИФЛИ), Ленинградском восточном институте (ЛВИ), Московском государственном университете (МГУ), Ростовском государственном университете, НИИ этнических и национальных культур народов востока СССР. Из учеников Анатолия Несторовича, получивших под его руководством специальное этнографическое образование, особо следует отметить К. Г. Данилину, Е. Н. Студенецкую и Л. И. Лаврова.
В 1935 году за разностороннюю научно-исследовательскую и научно-организационную деятельность и капитальные работы по языкам кавказских горцев Президиум АН СССР присудил Генко без защиты диссертации степень доктора языковедения. В этом же году в Ленинградском восточном институте Анатолий Несторович был избран профессором.

## Аресты
Профессор А. Н. Генко был дважды арестован: в 1938 году (9.04.1938 — 10.01.1940) и в 1941 году (1.09.1941 — 26.12.1941). При первом аресте Генко выступал в качестве «однодельца» Л. Ф. Векслер (1909—1966), с которой был связан служебными и дружескими отношениями. В обвинительном заключении указано, что А. Н. Генко «на протяжении ряда лет вёл антисоветскую пропаганду, клеветнически утверждал, что Советская власть разрушает научные кадры, сознательно тормозит развитие науки в СССР, … распространял антисоветские клеветнические измышления о якобы неправильной политике ВКП(б) и Советского правительства в управлении страной».
Обвинение было подтверждено свидетельскими показаниями. Однако через год все трое свидетелей от своих показаний отказались, следственное производство в отношении А. Н. Генко было прекращено, и он был освобождён из-под стражи.
В постановлении на второй арест отмечено, что А. Н. Генко «распространяет клеветнические и провокационные измышления о мероприятиях, проводимых ВКП(б) и Советским правительством, о руководителях ВКП(б) и Советского правительства, о действиях органов НКВД. С начала войны СССР с фашистской Германией высказывает пораженческие измышления о Красной Армии, о сообщениях Информбюро, восхваляет фашистскую армию». В основу обвинения положены показания Е. Э. Бертельса. Вместе с тем, ряд свидетелей отозвались о А. Н. Генко как о выдающемся учёном и незаурядном человеке, об антисоветских настроениях и высказываниях которого им ничего не известно. В протоколе обвинения об окончании следствия по второму делу А. Н. Генко заявляет: «Со следственными материалами ознакомлен полностью, виновным себя в предъявленном обвинении не признаю…»
В период следствия А. Н. Генко содержался в одиночной камере внутренней тюрьмы Управления НКВД по Ленинградской области (ул. Воинова, ныне — ул. Шпалерная, № 25). С 18 декабря 1941 года находился в больничном изоляторе этой же тюрьмы «с низким упадком питания и заболеванием сердца в форме грудной жабы» (из рапорта лечащего врача). 26 декабря Анатолий Несторович скончался. Место его захоронения неизвестно.
Ознакомиться с материалами следствия удалось лишь в 1991 году. Тогда же Генко был посмертно реабилитирован.

## Наследие
Генко проработал на научном поприще чуть более 20 лет. Тем не менее его научное наследие насчитывает свыше 50 работ, из которых 39 изданы. После кончины ученого публикация его трудов была приторможена как необходимостью получения разрешения НКВД, так и небескорыстным стремлением некоторых бывших коллег использовать материалы, подготовленные к изданию, но не изданные.
С 1998 г. публикация трудов А. Н. Генко и работ, ему посвящённых, была продолжена.
Имя Генко внесено на расположенную в здании ИВР РАН мемориальную доску в список сотрудников, погибших в период Великой Отечественной войны.
Многие кавказоведческие труды А. Н. Генко носят новаторский характер, поднимают неизученные пласты лингвистики, этнографии и истории народов региона. Он первый исследователь абазин, убыхов, хыналыгцев, цахур. Открытие им средневековой цахурской письменности в корне изменило представления о грамотности в средневековом Дагестане. Благодаря трудам Генко сформировалось и получило импульс для дальнейшего развития чрезвычайно важное направление в кавказоведении — исследование горских народов, которые до 1920-х годов нечасто были предметом специального изучения.

### Основные изданные работы
- Из культурного прошлого ингушей // Записки Коллегии востоковедов при Азиатском музее АН СССР. Л., 1930. Т. V. С. 681—761.
- Задача этнографического изучения Кавказа // Советская этнография. М., 1936. № 4-5. С. 6-20.
- Арабские письма Шамиля в Северо-Осетии // Советское востоковедение. М.-Л., 1945. Т. 3. С. 36-58 (в соавт. с акад. И. Ю. Крачковским).
- Абазинский язык. Грамматический очерк наречия тапанта. М., 1955. 202 с. 1000 экз.
- Абхазско-русский словарь. Сухум, 1998. 395 с. 500 экз.
- Абхазские фольклорные тексты (материалы А. Н. Генко). Под ред. З. Дж. Джапуа. Сухум, 2001 (на абхазском языке). 207 с. 300 экз.
- Табасаранско-русский словарь / Под общей редакцией д-ра филол. наук, проф. М. Е. Алексеева; Институт языкознания РАН. — М.: Academia, 2005. — 332 с. — (Справочники. Энциклопедии. Словари). — 800 экз. — ISBN 5-87444-167-0. (в пер.)
- Об одном забытом источнике по истории горцев // Caucasica: Кавказоведение. Страницы прошлого. По материалам архива и библиотеки Северо-Кавказского горского историко-лингвистического научно-исследовательского института имен и С. М. Кирова (1926—1937): Антология / Составители, авторы биографических справок К. Э. Штайн, Д. И. Петренко. — Ростов- на- Дону: «Полиграф-Сервис», 2017 (1148 с.). — С. 83-92. ISBN 978-5-9906581-7-2
- К вопросу о языковом скрещении (два случая с греческим языком) // Caucasica: Кавказоведение. Страницы прошлого. По материалам архива и библиотеки Северо-Кавказского горского историко-лингвистического научно-исследовательского института имен и С. М. Кирова (1926—1937): Антология / Составители, авторы биографических справок К. Э. Штайн, Д. И. Петренко. — Ростов- на- Дону: «Полиграф-Сервис», 2017 (1148 с.). — С. 604—611.
- О названиях ’плуга’ в северокавказских языках (Представлено академиком Н. Я. Марром в ОГН 3.IV.1930) // Caucasica: Кавказоведение. Страницы прошлого. По материалам архива и библиотеки Северо-Кавказского горского историко-лингвистического научно-исследовательского института имен и С. М. Кирова (1926—1937): Антология / Составители, авторы биографических справок К. Э. Штайн, Д. И. Петренко. — Ростов- на- Дону: «Полиграф-Сервис», 2017 (1148 с.). — С. 612—616.
- Из области чеченской диалектологии // Caucasica: Кавказоведение. Страницы прошлого. По материалам архива и библиотеки Северо-Кавказского горского историко-лингвистического научно-исследовательского института имен и С. М. Кирова (1926—1937): Антология / Составители, авторы биографических справок К. Э. Штайн, Д. И. Петренко. — Ростов- на- Дону: «Полиграф-Сервис», 2017 (1148 с.). — С. 617—630.
- Из культурного прошлого ингушей // Caucasica: Кавказоведение. Страницы прошлого. По материалам архива и библиотеки Северо-Кавказского горского историко-лингвистического научно-исследовательского института имен и С. М. Кирова (1926—1937): Антология / Составители, авторы биографических справок К. Э. Штайн, Д. И. Петренко. — Ростов- на- Дону: «Полиграф-Сервис», 2017 (1148 с.). — С. 1103—1143.

### Неизданные работы
- Материалы по лезгинской диалектологии (Рукописный фонд Института языка, литературы и искусства Дагестанского научного центра РАН).
- О вновь открытой письменности средневековья Азербайджана (1941 г.) (Архив Института истории АН Азербайджанской Республики).
- Отчет о работе Рутуло-цахурского отряда Дагестанской экспедиции (1933 г.) (Архив СПб филиала Ин-та Востоковедения РАН).
- Рутульско-русский словарь (Архив СПб филиала Ин-та Востоковедения РАН).
- Рутульские тексты-переводы (1938 г.) (Архив СПб филиала Ин-та Востоковедения РАН).
- Лезгинско-русский словарь (1934—1938 гг.) (Архив СПб филиала Ин-та Востоковедения РАН).
- Лезгинские тексты-переводы (Архив СПб филиала Ин-та Востоковедения РАН).
- Цахурско-русский словарь (Архив СПб филиала Ин-та Востоковедения РАН).
- Материалы по источниковедению Кавказа (личный архив доцента кафедры русского языка Чеченского государственного университета А. А. Сумбулатова, г. Грозный)[9].